# Pongsak Boonthot
Pongsak Boonthot (thailändisch พงษ์ศักดิ์ บุญทศ, * 29. Juli 1995 in Sisaket) ist ein thailändischer Fußballspieler.

## Karriere
Pongsak Boonthot spielt seit mindestens 2016 beim Sisaket FC. Bis Ende 2017 spielte der Club aus Sisaket in der ersten Liga des Landes, der Thai League. Ende 2017 musste der Verein den Weg in die Thai League 2 antreten. 2017 wurde Pongsak Boonthot an den Sisaket United FC ausgeliehen. Mit United spielte er in der vierten Liga, der Thai League 4, in der North/Eastern Region. Mit dem Verein wurde er Meister seiner Region. 2018 kehrte er nach einem Jahr Ausleihe wieder zum Sisaket FC zurück. Am Ende der Saison 2020/21 musste er mit Sisaket in die dritte Liga absteigen. Nach dem Abstieg verließ er den Verein und schloss sich dem Drittligisten Yasothon FC aus Yasothon an. Mit dem Verein aus Yasothon spielte er 55-mal in der North/Eastern Region der Liga. Nach zwei Spielzeiten wechselte er im August 2023 zum ebenfalls in der North/Eastern Region spielenden Sisaket United FC. Am Ende der Saison wurde er mit dem Verein Meister der Region und stieg anschließend in die zweite Liga auf.

## Erfolge
Sisaket United FC
- Thai League 4 – North/East: 2017
- Thai League 3 – North/East: 2023/24  ▲